# Новохованск
Новохова́нск — деревня в Невельском районе Псковской области России. Входит в состав Туричинской волости.
С января 1995 до апреля 2015 года деревня была административным центром ныне упразднённой Новохованской волости.

## География
Расположена в 18 км к юго-западу от Невеля.
Новохованск находится на железнодорожной ветке Великие Луки — Полоцк, проходит асфальтированная дорога Невель — Полоцк.
Цепь небольших насыпей-курганов, идущая по западной части Невельского района от Новохованска до деревни Еменец и обозначала границу между Московским Великим княжеством и Литвой.

## Население
| 2001 | 2002 | 2010 |
| ---- | ---- | ---- |
| 774  | ↘653 | ↘528 |

Численность населения деревни по оценке на начало 2001 года составляла 774 человек.

## История
Революция 1917 года застала Новохованск в составе Витебской губернии, с 1927 года — Великолукский округ Ленинградской области, с 1929 года — в Западной области, с 1935 года — в Калининской области, с 1944 года — в Великолукской области, и только в 1957 году Невельский район передан Псковской области.
Первое летописное упоминание о Новохованском крае относится к 1185 году в Новгородской летописи. Первоначально центральной усадьбой считалась деревня Берёзово (вдоль тракта на Полоцк была красивая берёзовая аллея). Хотя деревни как таковой там не было, стояла корчма Берёзово, которая относилась к имению Терентьеполь. От этой корчмы в радиусе 500—700 метров располагались крупные деревни: Речистая, Заручевье. К 1906 году в корчме проживало 5 человек. После постройки железной дороги в 1907 году станция стала называться Новохованск (предположительно от слова «Новый» и фамилии княжеского рода Хованских), был построен вокзал, железнодорожные казармы. Двойное название сохранялось вплоть до 1964 года. 18 января 1964 года Указом Президиума Верховного Совета РСФСР вновь образованный населенный пункт в Невельском районе назван Новохованск. В конце 19 века была построена церковь, большая часть населения была православной, но имелась и старообрядческая община поморского согласия.
Берёзово в конце 19 и начале 20 веков относилось к Плосковской волости. Волостное правление располагалось в имении Плоское, принадлежащем Юлии Велинбаховой, вдове действительного статского советника. В составе волости было: 74 деревни, в которых проживало 4909 человек.
После революции 1917 в 20-е годы начинают создаваться первые кооперативы. Одно из них «Муравейник» — в Новохованской волости.
В конце 1929 года стали создаваться колхозы. В Новохованской волости их было 35 — в каждой деревне колхоз.
В годы войны на территории Новохованской земли действовал партизанский отряд имени Чкалова, 2-я Калининская партизанская бригада.
2 ноября 1943 г. Новохованск был освобожден от немецко-фашистских захватчиков.
После войны началось активное восстановление сельского хозяйства. В 60-е годы построен филиал Кировского завода. В 80-е годы построены новые здания школы и детского комбината.

## Экономика и инфраструктура

### Объекты инфраструктуры
- Филиал № 820 производственного объединения «Кировский завод» — закрыт в 1990-е годы. На территории располагалась производственная столовая, душевые кабины и зубоврачебный кабинет. Завод работал в 3 смены. На предприятии работало до 800 человек. Выпускались детали к задней подвеске и навесному оборудованию к тракторам К-700. На заводе имелась собственная АЗС, конюшня, пожарный расчёт и пожарная машина на базе ГАЗ-66. Основное оборудование, станки и техника, как и всё содержащее металл, было вывезено после приватизации в 90-е годы. Был переименован в «Невель СиМ» (выпускались детали для оборудования метрополитена, г. Санкт-Петербург) — в данный момент производство закрыто, цеха заброшены.
- Административное здание филиала № 820 (ул. Кирова) производственного объединения «Кировский завод» (в обиходе — контора) в данное время заброшенное здание. В былые времена в нём располагалось управление филиала, бухгалтерия завода, небольшая выставка продукции завода. В здании располагался конференц-зал, где отмечали праздничные мероприятия (банкеты, свадьбы, детские праздники, новогодние ёлки и т. д.). До постройки новой общеобразовательной школы — начальные классы так же располагались в помещениях конторы. Рядом находилась обустроенная летняя танцевальная площадка.
- База хранения горючего и ГСМ. Располагалась рядом с железнодорожными путями. Имелась насосная станция для перекачки горючего из ж/д цистерн.
- Колхоз «Перелом» — занимался разведением крупнорогатого скота и сдачей молока государству. В советское время на предприятии работало до 300 человек. В колхозе была своя конюшня. Выращивался: картофель, морковь, свёкла, лён, пшеница, рожь, овёс. Для кормов выращивались: кукуруза, кормовая свёкла, подсолнечник, горох и люпин. В колхозе имелась мастерская по обслуживанию и ремонту сельскохозяйственной техники (бывшая машинно-тракторная станция(МТС)) и АЗС. После приватизации переименован в ТОО «Берёзовское» и основная часть имущества, техники и скота была распродана. Затем реорганизован в СХПК «Луч». Далее в СХПК «Колос» и прекратил своё существование.
- Так же в посёлке находилась парикмахерская и телевизионная мастерская. После перестройки в здании располагался продуктовый магазин.
- Рядом с автобусной остановкой находились книжный магазин и магазин «Хозтовары». В середине 90-х годов здания разобраны.
- Столовая — располагалась возле автобусной остановки (здание сгорело в середине 90-х годов, так и не было отстроено).
- Продуктовый магазин и магазин «Промтовары» — кирпичное здание располагалось между столовой и зданием администрации сельского поселения. Здание разобрано в середине 90-х годов. Сейчас на этом месте два раза в неделю белорусские предприниматели организуют рынок, продают продукты питания, одежду и обувь.
- За зданием магазина «Промтовары» находился пункт приёма «Заготконторы». От населения принимались излишки своего надворного хозяйства и дары леса (ягоды, грибы, лекарственные травы, шерсть, шкуры домашних и диких животных и т. д.). В 90-е годы «Заготконтора» закрыта и здание разобрано.
- На ул. Маяковского находился «Ветеринарный пункт». Здание разобрано.
- Детские ясли (ул. Заводская), после постройки нового здания детского комбината (ул. Кирова) ясельная группа стала располагаться в нём.
- В конце 80-х годах построено новое 2-х этажное кирпичное здание детского комбината на 160 человек (ул. Кирова). В связи с отсутствием финансирования на содержание и ремонт продано за бесценок на материалы в середине 2000-х годов.
- В начале 90-х годов началось строительство новых очистных сооружений, но в связи с распадом СССР финансирование было прекращено.
- Общественная баня (закрыта).
- В посёлке расположены 4 котельных (две заводские, школьная и администрации сельского поселения). В советское время котельные топились углем, в данный момент — дровами. В 2008 году две заводские котельные закрыты. Дома с центральным отоплением, подведомственные заводским котельным, перешли на печное отопление.
- ООО «Балтком» (Лесопилка) — расположена в корпусах бывшего филиала № 820 «Кировского завода». Работает с перебоями.
- Водоснабжение в деревне (4 водонапорные башни), по улицам расположены водозаборные колонки.
- Железнодорожный вокзал ж/д станции Новохованск. Здание законсервировано. В здании станции располагался магазин ОПС (закрыт в годы перестройки).
- Администрация сельского поселения.
- Новохованский СДК, имелся собственный народный коллектив и группа ВИА.
- МОУ Новохованская средняя общеобразовательная школа.
- МДОУ Новохованский детский сад (располагается в здании школы).
- Новохованский ФАП. В 2008 году переехал из старого здания — в здание администрации сельского поселения.
- Библиотека (располагается в здании Администрации сельского поселения).
- Почтовое отделение связи.
- Филиал Сбербанка.
- Новохованское отделение АТС.
- Электроподстанция, ранее принадлежавшая филиалу Кировского завода, входящая в систему сетей 35 КВ.
- Офис компании МТС (закрыт, располагался в здании Администрации сельского поселения).
- В деревне остался единственный продуктовый магазин Невельского РайПО (ул. Ленина).
- Кафетерий (ул. Ленина) и магазин (ул. Кирова) Невельского РайПО закрыты. Некоторое время, к бывшему магазину на ул. Кирова, два раза в неделю подъезжала автолавка Невельского РайПО.
- В 2013 году в деревне построена вышка цифрового эфирного телевидения нового стандарта DVB-T2. На данный момент жителям доступен пакет телеканалов РТРС-1 (десять каналов первого мультиплекса, вещает на канале ТВК 37 с частотой 602 МГц.): «Первый канал», «Россия-1», «Россия-2», НТВ, «Петербург — 5 канал», «Россия-Культура», «Россия-24», «Карусель», «Общественное телевидение России», «ТВ-Центр». Обещанный с 2015 года пакет телеканалов РТРС-2 (десять каналов второго мультиплекса, вещает на канале ТВК 49 с частотой 698 МГц.): «Рен-ТВ», «СТС», «Домашний», «СПАС», «ТВ3», «Пятница», «Звезда», «Мир», «ТНТ», «Муз ТВ» в связи с кризисом 2014 года так и недоступен.
- Сотовая связь в деревне представлена двумя операторами: МТС, МегаФон.

## Улицы в Новохованске
- ул. Возрождения
- ул. Вокзальная
- ул. Заводская
- ул. Кирова
- ул. Красильникова (бывшая Сенная)
- ул. Ленина
- ул. Маяковского
- ул. Молодёжная
- ул. Новая
- ул. Озёрная
- ул. Сиреневая
- ул. Станционная
- ул. Суворова
- ул. Чехова

## Транспорт
Железнодорожная станция Новохованск:
В сентябре 2014 года пригородное движение полностью отменено, однако с 5 июня 2024г по средам восстановлен маршрут Великие Луки - Алеща - Новосокольники и обратно.
Отменённые маршруты поездов:
- Великие Луки — Полоцк
- Варшава — Санкт-Петербург (ходил в годы перестройки)

Автобусная остановка Новохованск:
- автобус Невель — Доминиково
- автобус Невель — Стайки
- автобус Невель — Новохованск

Отменённые маршруты автобусов:
- Полоцк — Невель
- Невель — Рубанково
- Невель — Башмаково

## Образование

### Новохованская средняя общеобразовательная школа
Церковно-приходская школа в деревне Берёзово была открыта в 1902 году. Она располагалась в помещении железнодорожной станции (после окончания строительства железной дороги Санкт-Петербург — Невель — Новохованск — Полоцк (1901—1907 гг.)). Обучение в школе было платным, поэтому учились дети только из обеспеченных семей. В 1911—1917 гг. учительницей была дочь священника Зубовского. В 1926 году в школе учились в две смены 240 учеников. Позднее школа была реорганизована в семилетнюю. Школа не работала с 7 июня 1941 г. по ноябрь 1943 г. С 1944 года работали Новохованская и Топорская семилетние, Гогинская и Трошковская начальные школы. После закрытия трёх школ (1961, 1966, 1983 гг.) Новохованская стала единственной в волости. В 1954 году построили деревянное 2-х этажное здание. В 1957 году 49 человек стали первыми выпускниками Новохованской средней общеобразовательной школы. В 1987 году школа переехала в новое современное 2-х этажное кирпичное здание на 650 человек. В школе имелся подсобный участок и 3 трактора: ДТ-75, Т-25 и МТЗ-80. В корпусе бывших начальных классов располагается детский сад.

## Культура
- Дом культуры
- Музей Боевой Славы в Новохованской средней школе (представлены экспозиционные материалы о Героях, участвовавших в боях за Псковскую землю во время Великой Отечественной войны, — о Германе Анатольевиче Буланцеве и др.).

## Достопримечательности

### Церковь иконы Божией Матери «Знамение»
Храм строился изначально как католический в первой половине 18-го века (между 1735 и 1890 годами). Изначально был 8-ми гранным в плане, деревянным, одноэтажным. Был обшит тёсом. Имелся второй ряд небольших окон верхнего света. После передачи храма православным, был пристроен притвор и колокольня с трапезной. Разобран в 1995-м году из-за ветхости.
В годы Советской власти церковь использовалась колхозом под складские помещения. Церковь использовалась по назначению вплоть до прихода фашистских войск, в церкви были возобновлены службы. 2 ноября 1943 года церковь пострадала от бомбёжки при наступлении советских войск. От самого храма остались кирпичные подвалы периода польской первоначальной постройки. Примером может служить Покровская церковь в Томсино (Себежский район).
Это был Новохованский приход иконы Божией Матери «Знамение», церковь стояла на развилке дорог на Топоры и на Доминиково, изначально в ней служил Константин Говорович, его дочь-Екатерина- стала игуменией Полоцкого Свято-Ефросиниевского монастыря (1822—1900), позднее в ней служили священники (Сергий Серебряков) и Димитрий (Зубовский).
По благословению епископа Сергия, 17 июля 2015 года, состоялся Чин освящение креста на месте разрушенного ранее храма.

### Железнодорожная станция Новохованск
1907 год, январь — введена в эксплуатацию линия Бологое-Полоцк; на территории нынешней Октябрьской железной дороге — Бологое-Новохованск, 385 км. Построена казной и передана Николаевской железной дороге.
385 километр или 361 верста по расписанию лета 1917 года от Бологое. С 1906 года станция 4 класса. Были водоемное сооружение, насосная станция и гидроколонки. Водоисточник — озеро Благинье.
До Великой Отечественной войны железная дорога была двухпутной. Отступая, немцы второй путь разобрали и вывезли в Германию. После войны вторая ветка пути восстановлена не была.
Разъезд станции имеет: четыре пути, тупиковую ветку и две рампы для погрузки (разгрузки) техники.
В настоящее время станция используется для отстоя не востребованного в перевозках ПС. Так же по участку Невель — Алёща периодически курсирует путеизмеритель.

### Воинское захоронение
За освобождение Новохованской земли погибло более 900 человек. В 1946—1947 гг. установлен железобетонный памятник — скульптура воина и плита с указанием имен погибших. Известны имена 964 человек, в том числе Герой Советского Союза гвардии старший сержант Красильников Алексей Иванович, а также 61 офицер, 900 солдат и сержантов, 2 партизана.
Недалеко от Новохованска, у разъезда Журавы, находится могила партизан Калининской партизанской бригады, где захоронен Линчевский Игорь Григорьевич.

### Озеро «Новохованское»
Озеро (пруд) было создано искусственно в 1971 году путём возведения дамбы с юго-западной стороны директором колхоза Финогеновым. Средняя глубина 2,5-3 метра. Для озера характерно илисто-песчаное дно.
Среди береговой растительности преобладают тростник, камыш озёрный, аир обыкновенный, хвощ иловатый и тростянка овсяничная. Плавающие на воде растения встречаются редко, из них следует отметить три: стрелолист, гречиха земноводная и кубышка жёлтая.
В озере обитают: карась, окунь, верховка.
На озере обитают утки, чайки и ондатры.

## Известные лица
- Говорович Екатерина Константиновна Архивная копия от 10 июня 2011 на Wayback Machine
- Ивановский Пётр Иванович
- Гуськов Василий Иванович
- Гриболёв Пётр Филиппович Архивировано 11 июня 2012 года.
- Кузин Алексей Николаевич Архивная копия от 29 октября 2013 на Wayback Machine